# Banca privada
La banca privada és un terme per a la banca, inversió i altres serveis financers prestats pels bancs als particulars per a invertir els actius de mida considerable. El terme "privat" es refereix a què el servei al client es presta de manera més personal que en el mercat massiu de la banca minorista, generalment a través d'un assessor financer del banc dedicat. Els assessors de banca privada també poden ser professionals independents de les entitats financeres, que limiten la seva funció a aconsellar les millors inversions per als seus clients, quedant sempre reservat el dipòsit dels fons a una entitat financera degudament autoritzades per les Autoritats regulatòries (Banc central, comissió de valors, etc.). La divisió de banca privada d'una institució també sol proporcionar diversos serveis complementaris com la gestió de les herències o la planificació fiscal dels seus clients.
Històricament la banca privada s'ha considerat com molt exclusiva, i especialitzada exclusivament en individus d'alt patrimoni net, generalment valorat en més d'1 milió d'euros. Tanmateix, a poc a poc algunes entitats han anat rebaixant aquest mínim fins a patrimonis de 300.000 euros. Per exemple, per accedir a la banca privada de Banc Sabadell el llindar són 300.000 euros mentre que a la de CaixaBank i Banca March són 500.000 euros.
Per sota de la banca privada se situa la banca personal, destinada a llindars patrimonials superiors a 75.000 euros en el cas de Banc Sabadell, 100.000 euros en el de CaixaBank o 150.000 euros en el de CatalunyaCaixa.